# 马丁·卡普拉斯
马丁·卡普拉斯（英語：Martin Karplus，1930年3月15日—2024年12月28日），是一位出生於奥地利维也纳的犹太裔美国理论化学家和摄影家，擁有奧、美雙重國籍。1979年開始担任哈佛大学的西奥多·威廉·理查兹（Theodore William Richards）化学教授。1995 年開始擔任法國斯特拉斯堡大學超分子科學與工程研究所和法國國家科學研究中心（CNRS）的教授。 
卡普拉斯與邁可·列維特、阿里耶·瓦舍爾，因為「複雜化學系統創造了多尺度模型」，共同獲得2013年諾貝爾化學獎。

## 早年
1950年取得哈佛大学的学士学位，1953年获加州理工学院的博士学位，师从莱纳斯·鲍林。1953年至1955年，在牛津大学查尔斯·库尔森（Charles Coulson）教授的指导下进行博士后研究。

## 成就
主要研究領域是核磁共振谱学、化学动态学、量子化学和生物大分子的分子动力学模拟。提出了有关耦合常数和二面角之间关系的卡普拉斯方程（Karplus equation）。

## 著作書籍
- M. Karplus and R. N. Porter, Atoms & Molecules: An Introduction for Students of Physical Chemistry (Benjamin, 1970).
- C. L. Brooks III, M. Karplus, and B. M. Pettitt, Proteins: A Theoretical Perspective of Dynamics, Structure, & Thermodynamics, Adv. Chem. Phys. LXXI (John Wiley & Sons, 1988).
- O. M. Becker and M. Karplus, A Guide to Biomolecular Simulations (Springer, 2006).

## 外部連結
- （英文）發表論文列表 （页面存档备份，存于）
- （英文）哈佛大學卡普拉斯研究團隊 Archive.today的存檔，存档日期2012-12-10
- （英文）Biophysical Chemistry Laboratory at University of Strasbourg （页面存档备份，存于）
- （英文）Biography at Michigan State University website
- （英文）Martin Karplus photography website （页面存档备份，存于）